# Georginio Wijnaldum
Georginio Gregion Emile Wijnaldum, född 11 november 1990 i Rotterdam, är en nederländsk fotbollsspelare som spelar som mittfältare för Al-Ettifaq. Han har tidigare spelat för Feyenoord, PSV Eindhoven, Newcastle United, Liverpool, Paris Saint Germain och Roma.
Georginio Wijnaldum brukade kallas Georginio Boateng: "Min mamma var gift med en man vars efternamn var Boateng, men det namnet betydde ingenting för mig. Han är inte min biologiska pappa, vi är inte ens familj!" Namnet Wijnaldum är hans mors efternamn.

## Karriär
Wijnaldum är den yngsta spelaren någonsin att representera Feyenoord och spelade över 130 matcher för klubben under sina fem år som proffs. Därefter spelade han för PSV Eindhoven. 2015 värvades han av engelska Newcastle United. 
I juli 2016 värvade Liverpool honom, där skrev han på ett femårskontrakt. Den 10 juni 2021 meddelade Paris Saint-Germain att de värvat Wijnaldum och att han skrivit på ett treårskontrakt med klubben, med start 1 juli. Den 4 augusti 2022 lånades Wijnaldum ut till Roma på ett låneavtal över säsongen 2022/2023, med option för köp.
Den 2 september 2023 värvades Wijnaldum av saudiska Al-Ettifaq, där han skrev på ett treårskontrakt.

## Meriter

### Feyenoord
- KNVB Cup: 2007–08

### PSV
- Eredivisie: 2014–15
- KNVB Cup: 2011–12
- Supercupen: 2012–2013

### Liverpool
- Premier League: 2019/2020
- UEFA Champions League: 2019
- UEFA Super Cup: 2019
- VM för klubblag: 2019

### Individuellt
- Rotterdam talent of the year: 2007
- Dutch Footballer of the Year: 2014–15